# Glaphyra jiuyuehtana
Glaphyra jiuyuehtana là một loài bọ cánh cứng trong họ Cerambycidae.